# Панковка
Панковка (рус. Панковка) насељено је место са административним статусом варошице (рус. посёлок городского типа) на северозападу европског дела Руске Федерације. Налази се у северном делу Новгородске области и административно припада Новгородском рејону.
Према проценама националне статистичке службе за 2014. у вароши је живело 9.400 становника.

## Географија
Панковка се налази у северном делу Новгородске области, на подручју ниске Прииљмењске низије, на десној обали реке Верјаже (притоке језера Иљмењ). Представља западни субурб Великог Новгорода од чијег центра је удаљена око 2,5 километара. Насеље лежи на надморској висини од 19 метара.

## Историја
У писаним изворима насеље се први пут помиње 1412. године као насеље „Мостишци у којем је године 1412. подигнута дрвена црква посвећена Светом Николи, а исте године основан је и манастир...“ Првобитна црква која се помиње у том летопису је убрзо у потпуности изгорела, а заменило ју је камено здање саграђено 1448.године.
Насеље је 28. марта 1977. административно уређено као варошица урбаног типа.

## Демографија
Према подацима са пописа становништва 2010. у вароши је живело 9.603 становника, док је према проценама националне статистичке службе за 2014. варошица имала 9.400 становника.
| 1959. | 1970. | 1979. | 1989. | 2002.  | 2010. | 2014. |
| ----- | ----- | ----- | ----- | ------ | ----- | ----- |
| ---   | ---   | ---   | 6,939 | 10,057 | 9,603 | 9,400 |